# Antífono
Antífono (en griego antiguo: Ἀντιφῶνος) era un escritor de Grecia (siglo IV a. C.), quién escribió una narración sobre aquellos hombres que eran los distinguidos para ejercer la virtud (en gr. αρετή, pronunciase "arete", esta palabra derivó al latín en arte), uno de esos hombres mencionados en su narración era Pitágoras.